# Frank Yablans
Frank Yablans, född 27 augusti 1935 i New York, död 27 november 2014 i Los Angeles i Kalifornien, var en amerikansk filmproducent som var VD för filmbolaget Paramount 1971–1975.
Yablans var först distributionschef på Paramount. Han var son till judiska immigranter och uppvuxen i Brooklyn. Yablans var den fruktade Charlie Bluhdorns högra hand. Precis som sin chef var han en högljudd och frispråkig man som, enligt de som kände honom, tycktes präglas av ett enormt självförtroende. Innerst inne hade Yablans dock vissa komplex för sitt mindre attraktiva yttre och sin bristande formella bildning. Han var rättfram intill oförskämdhet, särskilt mot kvinnliga anställda som ibland kunde få väl plumpa komplimanger, men var även en uppskattad chef som kunde förnamnen på alla sina anställda och även själv föredrog att tituleras ”Frank” i umgänget med dessa. Under hans tid som VD på Paramount hade man framgångar med Lady Sings the Blues (1972), Gudfadern (1972), Paper Moon (1973), Serpico (1973), Chinatown (1974), Death Wish (1974), Mordet på Orientexpressen (1974) och Gudfadern del II (1974). Yablans var exekutiv producent för Chicago-expressen (1976) och Congo (1995) och han skrev och producerade Mommie Dearest (1981).